# Lizot
Lizot ist ein Musikprojekt, bestehend aus dem Musikproduzenten Max Kleinschmidt und dem DJ Patrick Art.

## Geschichte
Lizot wurde 2013 von Max Kleinschmidt und Jan Sievers gegründet. 2015 gelang ihnen mit dem Lied Sonnenmädchen, eine Kooperation mit dem deutschen DJ Charming Horses, der Einstieg in die deutschen Singlecharts. 2019 stieg Jan Sievers aus dem Projekt aus und Robin Wilhelm in das Projekt ein. 2020 veröffentlichte Lizot das Lied Weekend, eine Coverversion des gleichnamigen Liedes von Earth & Fire, und erreichten mit diesem erneut die deutschen sowie die schwedischen Singlecharts.
Im April 2021 gab Robin Wilhelm seinen Ausstieg aus dem Projekt bekannt.
Am 24. Dezember 2021 trat Patrick Art dem Projekt bei.

## Diskografie
Singles

| Jahr | Titel Album        | Höchstplatzierung, Gesamtwochen, AuszeichnungChartplatzierungen (Jahr, Titel, Album, Platzierungen, Wochen, Auszeichnungen, Anmerkungen) | Höchstplatzierung, Gesamtwochen, AuszeichnungChartplatzierungen (Jahr, Titel, Album, Platzierungen, Wochen, Auszeichnungen, Anmerkungen) | Anmerkungen                                                                       |
| Jahr | Titel Album        | DE | AT | Anmerkungen                                                                       |
| ---- | ------------------ | --- | --- | --------------------------------------------------------------------------------- |
| 2015 | Sonnenmädchen –    | DE92 (2 Wo.)DE | — | Erstveröffentlichung: 11. September 2015 mit Charming Horses feat. Jason Anousheh |
| 2020 | Weekend –          | DE97 Gold · (1 Wo.)DE | AT— GoldAT | Erstveröffentlichung: 27. März 2020                                               |
| 2023 | This Is the Life – | DE61 (8 Wo.)DE | AT— GoldAT | Erstveröffentlichung: 13. Oktober 2023 mit Kyanu                                  |

Weitere Singles
- 2019: Menage A Trois (mit Holy Molly)
- 2020: Boom Boom Boom Boom (mit Amfree und Ampris)
- 2020: Be Mine (mit Tiscore und Maria Gold)
- 2020: Like a Prayer (mit Galwaro und Gabry Ponte)
- 2021: Sober
- 2021: Precious (mit MOTi und Wilhelmina)

## Auszeichnungen für Musikverkäufe
| Goldene Schallplatte - Finnland - 2021: für die Single Weekend - Polen - 2023: für die Single Menage A Trois - 2023: für die Single Like a Prayer - Russland - 2021: für die Single Weekend - Schweden - 2021: für die Single Weekend - Schweiz - 2021: für die Single Weekend - Tschechien - 2021: für die Single Weekend | Platin-Schallplatte - Norwegen - 2021: für die Single Weekend - Ungarn - 2021: für die Single Weekend 2× Platin-Schallplatte - Polen - 2021: für die Single Weekend |

Anmerkung: Auszeichnungen in Ländern aus den Charttabellen bzw. Chartboxen sind in ebendiesen zu finden.
| Land/RegionAuszeichnungen für Musikverkäufe (Land/Region, Auszeichnungen, Verkäufe, Quellen) | Gold       | Platin     | Verkäufe | Quellen              |
| -------------------------------------------------------------------------------------------- | ---------- | ---------- | -------- | -------------------- |
| Deutschland (BVMI)                                                                           | Gold1      | —          | 200.000  | musikindustrie.de    |
| Finnland (IFPI)                                                                              | Gold1      | —          | 20.000   | Einzelnachweise      |
| Norwegen (IFPI)                                                                              | —          | Platin1    | 60.000   | Einzelnachweise      |
| Österreich (IFPI)                                                                            | 2× Gold2   | —          | 30.000   | ifpi.at              |
| Polen (ZPAV)                                                                                 | 2× Gold2   | 2× Platin2 | 90.000   | olis.pl              |
| Russland (NFPF)                                                                              | Gold1      | —          | 5.000    | Einzelnachweise      |
| Schweden (IFPI)                                                                              | Gold1      | —          | 40.000   | sverigetopplistan.se |
| Schweiz (IFPI)                                                                               | Gold1      | —          | 10.000   | Einzelnachweise      |
| Tschechien (IFPI)                                                                            | Gold1      | —          | 500      | Einzelnachweise      |
| Ungarn (MAHASZ)                                                                              | —          | Platin1    | 3.000    | Einzelnachweise      |
| Insgesamt                                                                                    | 10× Gold10 | 4× Platin4 |          |                      |